# Форум «Будущий Петербург»
Проект «Будущий Петербург» — это постоянно действующая дискуссионная площадка, миссия которой — активное содействие развитию и обновлению Санкт-Петербурга. Проект был инициирован в конце 2008 года петербургскими журналистами медиахолдинга РБК. В основу инициативы легло стремление привлечь внимание горожан и органов власти к проблемным зонам и стратегическим задачам города, предложить прогрессивные подходы к решению проблем и объединить городские элиты для совместного формирования будущего «северной столицы».

## Описание
Ежегодно в рамках проекта проводятся серии круглых столов, семинаров и других мероприятий, призванных восполнить дефицит знаний о текущем состоянии мегаполиса и ресурсах для его развития. Основным событием является форум «Будущий Петербург», который состоит из серии подготовительных мероприятий — дискуссий, лекций, форсайтов, телемостов — и итогового дня. Все они посвящены обсуждению ключевых блоков задач, влияющих на качество жизни в городе — таких как демографическая и миграционная политика, экологическая безопасность, технологическое развитие, модернизация транспортной инфраструктуры, жилищное строительство и других.
Всего за время реализации проекта было проведено более ста мероприятий, среди которых можно выделить круглые столы серий «Территории, меняющие город» (2011) и «Новый Петербург и пространство серого пояса» (2012), дискуссии о принципах городской стратегии и градостроительной политики (2011), всероссийский конгресс «Трансформация городов. Стратегии и модельные проекты» (2011), обсуждение проблем реконструкции исторического центра (2012) и многие другие.
Важная часть проекта — тематические циклы «Кто оплатит будущее?», «Жилая среда» и «Архитектурный форсайт».

## Партнёры
Партнёрами проекта выступают ведущие экспертные организации и компании, среди которых Фонд "Центр стратегических разработок «Северо-Запад»", Высшая школа менеджмента СПбГУ, Гильдия управляющих и девелоперов, Центр независимых социологических исследований, Центр экспертиз «ЭКОМ», ГУ-ВШЭ в Санкт-Петербурге, Санкт-Петербургский государственный академический институт живописи, скульптуры и архитектуры им. И. Е. Репина.

## Участники
Участники проекта «Будущий Петербург» — деловая, культурная, научная и политическая элита города. В частности, в различных мероприятиях «Будущего Петербурга» принимали участие:
- Вячеслав Глазычев (1940—2012), российский урбанист, теоретик и практик сферы развития городов;
- Александр Сокуров, кинорежиссёр, заслуженный деятель искусств Российской Федерации;
- Лев Лурье, историк, тележурналист;
- Дмитрий Ялов, вице-губернатор Администрации Ленинградской области;
- Валерий Катькало, ректор Корпоративного университета Сбербанка; до 2010 — декан Высшей школы менеджмента СПбГУ;
- Александр Дыбаль, член Правления ОАО «Газпром нефть»;
- Михаил Возиянов, генеральный директор ЗАО «ЮИТ Санкт-Петербург»;
- Кирилл Корнильев, генеральный директор ООО «ИБМ Восточная Европа/Азия»;
- Георгий Семененко, генеральный директор ОАО «Кировский завод»;
- Павел Плавник, председатель совета директоров Завода «Звезда»;
- Олег Жеребцов, предприниматель, основатель торговых сетей «Лента» и «Норма»;
- Владимир Княгинин, директор Центра стратегических разработок «Северо-Запад»;
- Сергей Вязалов, вице-губернатор Санкт-Петербурга;
- Явейн, Никита Игоревич, архитектор, руководитель архитектурного бюро «Студия 44»;
- Юрий Бакей, директор НИПИ Генплана Санкт-Петербурга, главный градостроитель Санкт-Петербурга;
- Савелий Архипенко, арт-директор Лофт-проекта «Этажи»;
- Евгений Герасимов, архитектор, вице-президент Союза архитекторов Санкт-Петербурга;
- Вячеслав Семененко, советник губернатора Санкт-Петербурга;
- Даниил Александров, профессор факультета социологии ГУ-ВШЭ в Санкт-Петербурге.

В 2012 году на Форуме «Будущий Петербург» выступили ведущие архитекторы и международные специалисты в области городского планирования — Николя Бушо (Франция), Ян Гейл (Дания), Армандс Крузе (Латвия) и Кари Халинен (Финляндия). Были проведены дискуссии, в которых приняли участие около сотни человек, представляющих интеллектуальную и бизнес-элиту Петербурга.

## Взаимодействие со СМИ
Важнейшая задача проекта — донести результаты обсуждения до широкого круга горожан, бизнесменов и чиновников через СМИ, среди которых наиболее активно сотрудничают с проектом интернет-ресурсы RBC.RU и ИА REGNUM, журнал «Эксперт», телеканал 100ТВ, радио «ЭХО Москвы в Петербурге» и многие другие.

## Пресса
- 100 ТВ: Основные тенденции городской застройки обсудили на форуме «Будущий Петербург» (недоступная ссылка)
- Телепроект Урбанистика: Форум «Будущий Петербург» поднял на флаг тему промышленного пояса
- Санкт-Петербургские Ведомости: Будущее без чиновников Смольного
- РБК: Петербуржцы ждут комфортную среду, но не готовы за неё платить
- Мой район: Петербургу нужен скоростной трамвай и не нужен чемпионат мира по футболу
- ИА REGNUM: Санкт-Петербургу нужно от 50 до 200 станций метро: мнение экспертов
- Эксперт: Промышленные перспективы Петербурга